# 王一博
王一博 （英語：Yibo Wang；： I Bo；1997年8月5日—），河南洛陽人，男歌手、演員、舞者、主持人及職業赛车手。2014年以五人男子團體UNIQ在中国和韓國出道，在隊內擔任主領舞及領Rapper。2016年成為湖南卫视綜藝節目《天天向上》主持之一。2019年作為萬里達雅馬哈車隊（MLT YAMAHA）簽約車手，於珠海ZIC摩托赛中獲得D組新秀組冠軍及混合組亞軍；同年，憑藉主演的電視劇《陪你到世界之巅》獲得第30屆中國電視金鷹獎觀眾喜愛的男演員獎，成為最年輕的得獎者。2020年及2021年在《福布斯中國名人榜》排名第9位及第2位。2023年憑藉電影《無名》、《長空之王》獲得第20屆《電影頻道傳媒大獎》最受傳媒關注男主角榮譽；同年再凭电影《無名》获得第36届金鸡奖最佳男配角提名。2024年憑藉電影《熱烈》獲提名第37屆中國電影金雞獎最佳男主角。2025年再度憑電影《熱烈》獲提名《第20屆中國電影華表獎》優秀男演員。

## 演藝經歷

### 早年经历
1997年8月5日，出生於河南省洛陽市，原出生名為「王杰」，如今為家人稱呼的小名，因與長輩同名，改為「王一博」。2008年，11歲的他看到電視播出街舞比賽，對其中的技巧舞產生了興趣，經過反复懇求徵得媽媽同意後，開始學習舞蹈，並逐漸發現自己在肢體方面的天賦。2011年，13歲還在就讀初二的王一博參加全國IBD頂尖街舞大賽，進入Hiphop組16強，被樂華娛樂相中成為練習生，隨後前往韓國訓練，開啟他長達4年的練習生生涯。

#### 2014年：UNIQ出道
2014年9月15日，為UNIQ第一位公開成員。10月16日，登上韓國音樂節目《M！Countdown》表演出道曲《Falling In Love》，正式在韓國出道。11月25日，在北京舉行出道FAN MEETING，開始在中國活動。

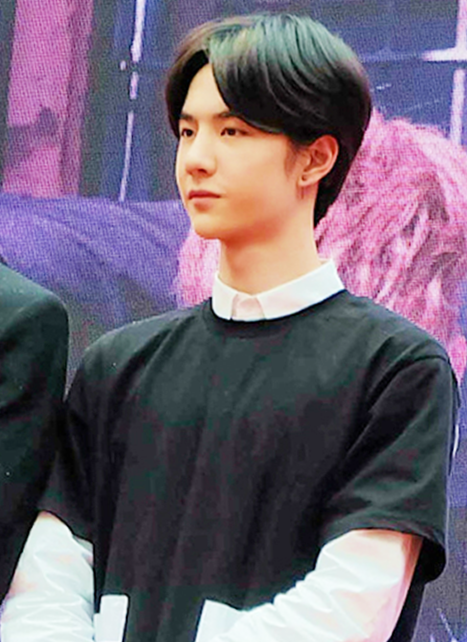
王一博所在的組合UNIQ於2015年6月21日在上海舉行簽名會

#### 2015年-2017年：《EOEO優+》、《天天向上》主持、拍攝電影及電視劇
2015年4月24日，隨組合UNIQ發行第一張迷你專輯《EOEO優+》，並在中國、日本、泰國等地舉行一週年世界巡迴粉絲見面會。2015年7月，參演電影《大話西遊3》。
2016年1月1日，加入湖南衛視綜藝節目《天天向上》。3月，主演電影《閉嘴！愛吧》。4月29日，電影《夢想合夥人》上映，並演唱片尾曲《My Dream》。4月29日，正式成為《天天向上》成員。8月，出演喜劇《人間至味是清歡》。11月，特別出演《青春最好時》。
2017年3月，主演青春校園仙俠劇《私立蜀山學園》。8月，與關曉彤共同演繹電影《二次初戀》的同名主題曲。11月17日，為第四屆炫舞節獻唱的主題曲《Just Dance》發行。12月10日，邢瀟的青春喜劇《我的奇怪朋友》中擔任男主角。

#### 2018年：《創造101》舞蹈導師、《巨齒鯊》宣傳曲《鯊影》、動畫《昨日青空》配音
2018年1月，獲得QQ興趣部落心賞之夜「年度心賞新銳男藝人」。2月，參與湖南衛視春節聯歡晚會。3月23日，擔任騰訊視頻《創造101》的舞蹈導師；3月31日，參加《浙江衛視春季盛典》。4月，微電影《熱舞吧！青春》上線。6月，參加湖南衛視《未來可期，快樂中國畢業歌會》；7月，參加湖南衛視綜藝節目《快樂大本營》。8月，聯袂演唱美國電影《巨齒鯊》的宣傳曲《鯊影》。9月21日，由其領銜主演青春電競電視劇《陪你到世界之巔》正式開機。10月23日，為動畫電影《昨日青空》“齊景軒”一角配音，並演唱《昨日青空》電影“青春成長曲”《年少心事》。12月31日，參與《2018-2019湖南衛視跨年演唱會》。

#### 2019年：首支單曲《Fire》、單曲《Lucky》、單曲《無感》、綜藝《極限青春》
2019年1月17日，發佈首支個人單曲《Fire》。1月23日，電視劇《陪你到世界之巔》全組殺青。3月13日，發行第二支單曲《Lucky》。6月19日，為遊戲《天涯明月刀》獻唱太白門派主題曲《說劍》。6月20日，參與錄製的滑板青春運動競技真人秀《極限青春》在騰訊視頻播出。6月27日，《陳情令》在騰訊視頻播出；此外，他還為該劇演唱片尾曲《無羈》、《不忘》。9月16日，主演古裝武俠劇《有翡》。11月10日，在湖南衛視嗨爆夜表演舞蹈《Turn up the music》。12月30日，發行第三支填詞單曲《無感》。

#### 2020年：《這！就是街舞 第三季》、單曲《我的世界守則》
2020年1月16日，為《囧媽》演唱主題曲《給媽咪》。4月28日，歷時7個多月，電視劇《有翡》全組殺青。7月加盟愛奇藝《夏日沖浪店》。7月18日，《這！就是街舞第三季》播出，帶領戰隊成員獲得第三季全國總冠軍。8月19日，主演的青春喜劇《我的奇怪朋友》在愛奇藝播出。9月24日，電視劇《冰雨火》全組殺青。11月17日，主演的古裝懸疑劇《風起洛陽》開機。12月8日，為電視劇《有翡》演唱的插曲《熹微》上線。12月30日，發行第四支單曲《我的世界守則》。12月31日，參加湖南衛視跨年演唱會。

#### 2021年：單曲《廿》、《這！就是街舞 第四季》
2021年2月11日，參加《2021年中央廣播電視總台春節聯歡晚會》演唱歌曲《牛起來》；2月26日，參加《2021年中央廣播電視總台元宵晚會》演唱歌曲《青春恰時來》；3月24日，參演建黨百年獻禮劇《理想照耀中國》。5月5日，電影《維和防暴隊》殺青。8月14日，優酷《這！就是街舞第四季》上線。9月20日，拍攝電影《無名》。12月1日，愛奇藝《風起洛陽》獨家播出。12月30日，發行第五支單曲《廿》。12月31日，參加湖南衛視跨年演唱會。

#### 2022年: 《這！就是街舞 第五季》、單曲《像陽光那樣》
2022年1月30日，參加河南春節晚會。1月至4月拍攝電影《長空之王》。5月27日至8月5日拍攝電影《熱烈》。8月11日優酷《冰雨火》獨家播出。8月13日優酷《這！就是街舞第五季》上線。9月10日參加央視中秋晚會。10月31日青年電影展-短片《我的朋友》在FIRST FRAME展影專區上映。12月30日，發行第六支單曲《像陽光那樣》。12月31日，參加東方衛視跨年盛典。

#### 2023年：電影《無名》、《長空之王》、《熱烈》
2023年1月15日, 參加湖南衛視春晚，1月19日，參加河南春節晚會。1月22日(年初一) 主演電影《無名》上映，參加東方衛視春節晚會。 4月28日領銜主演電影《長空之王》國內及全球多國同步上映。6月29日, 參加香港「灣區升明月」2023大灣區電影音樂晚會。 7月28日領銜主演助力杭州亞運電影《熱烈》全國上映。9月25日 杭州亞運會霹靂舞宣傳片《正當燃》正式發佈。 12月29日發行個人EP《旁觀者》，在開售两小时内就獲得音乐平台本年度EP销售榜冠軍。12月31日 參加2023-2024湖南衛視及央視跨年晚會。

#### 2024年: 電視劇《追风者》、電影《维和防暴队》
2024年3月12日獲國際奧委會委任為奧運會資格系列賽上海站推廣大使。 3月21日 領銜主演電視劇《追风者》在CCTV-8及愛奇藝播出。3月29日《野生救援WildAid》公益大使王一博為穿山甲點亮希望預告片上線。 5月1日主演電影《维和防暴队》全國上映及《奧運會資格賽.上海》主題曲《躍動上海》視頻正式發怖。5月15日出席《奧運會資格系列賽.上海》歡迎盛典。 7月14日, 担任《2024巴黎奧運》火炬手在法國巴黎傳遞奧運聖火。 7月29日, 為《野生救援WildAid》拍攝保護穿山甲紀錄片《尋護者》分上下兩集在優酷紀錄片上線。8月31日 作為節目發起人拍攝戶外探索實紀節目Discovery《探索新境·尋找王一博》在 腾讯视频上线。他与六位中国頂尖探索家挑战不同极致地理目的地，以开启奇妙的探索体验。10月1日，受邀獻唱新中國成立75周年歌曲《展信安》MV上線。11月11日 2024年聯合國氣候變化大會(COP29)在巴庫舉行, 王一博為中國青年代表，他以視頻形式參與"青年行動、世界未來"主題邊會，倡導全球青年積極關注氣候變化。 11月25日，第15届澳门国际电视节和第16届澳门国际电影节“金莲花”奖提名公布, 凭借電影《热烈》及電視劇《追风者》獲最佳男主角提名，是歷屆唯一同時影、視雙提名最佳男主角的演員。 12月31日 參加2024-2025央視及湖南衛視跨年晚會，在50米高空演唱新歌《我在》。

#### 2025年:
2025年1月18日， 2025年亞洲冬季運動會开幕式主题歌推广曲MV《点亮亚洲》正式發佈。 1月28日參加2025年央視春晚，與蕭敬騰演唱歌曲《我可以》。 3月21日，為2025联合国国际冰川保护年首个世界冰川日前往仁龙巴冰川进行科学观测和样品采集參與拍攝的视频上線。 5月21日，憑個人紀錄片《探索新境》，獲頒第46屆美國泰利電視獎（TELLY）紀錄片金獎。 7月10日, 受邀出席在北京钓鱼台国宾馆举办的"全球文明对话部长级会议"开幕式, 体现中国青年参与国际文明对话的积极形象。

## 個人生活
2019年，加入萬里達雅馬哈車隊成為職業賽車手。同年8月，在珠海參加亞洲公路摩托車賽正賽，獲得D組新秀組第一、混合組全場第二的成績。2024年加入"EVISU" Uno Racing Team 為獨家簽約車手, 10月19日 在"2024GTSC系列賽珠海站"中, 與車手方駿宇搭檔在第一回合正賽奪亞軍，10月20日第二回合車組奪正賽全場冠軍。

## 影視作品

### 電視劇
| 播映年份 | 播映頻道      | 電視劇名稱         | 角色     |
| 2017年   | 湖南衛視      | 《人间至味是清欢》 | 翟至味   |
| 2017年   | 騰訊視頻      | 《青春最好時》     | 林佳一   |
| 2019年   | 芒果TV        | 《陪你到世界之巅》 | 季向空   |
| 2019年   | 騰訊視頻      | 《陈情令》         | 藍忘機   |
| 2020年   | 愛奇藝        | 《我的奇怪朋友》   | 蔚逸晨   |
| 2020年   | 騰訊視頻      | 《有翡》           | 谢允     |
| 2021年   | 湖南衛視      | 《理想照耀中国》   | 蒋先云   |
| 2021年   | 愛奇藝        | 《风起洛阳》       | 百里弘毅 |
| 2022年   | 優酷          | 《冰雨火》         | 陈宇     |
| 2024年   | 愛奇藝 CCTV-8 | 《追风者》         | 魏若來   |

### 電影
| 上映日期       | 電影名稱                              | 角色   | 備註     | 內地票房     |
| 2016年4月29日  | 《夢想合夥人》                        | 赵书宇 | 客串     | 不適用       |
| 2016年9月14日  | 《大話西遊3》                         | 紅孩兒 | 客串     | 不適用       |
| 2018年         | 《热舞吧！青春》                      | 林进   | 主演     | 微电影       |
| 2019年         | 《花的游吟》                          | 酒保   | 男主角   | 微电影       |
| 2022年10月31日 | 《我的朋友》                          | 李默   | 男主角   | 微电影       |
| 2023年1月22日  | 《無名》                              | 叶先生 | 男主角   | 9.31億人民幣 |
| 2023年4月28日  | 《长空之王》                          | 雷宇   | 男主角   | 8.5億人民幣  |
| 2023年5月1日   | 《中國青年：我和我的青春》 「看見篇」 | 陆阳   | 特別出演 | 網絡電影     |
| 2023年7月28日  | 《熱烈》                              | 陳爍   | 男主角   | 9.33億人民幣 |
| 2024年5月1日   | 《维和防暴队》                        | 楊震   | 主演     | 5.11億人民幣 |
| 待上映         | 《人·魚》                             |        |          |              |

### 固定综艺
| 播放日期                      | 播放頻道 | 節目名稱                | 備註               |
| 2016年1月1日 - 2021年10月10日 | 湖南卫视 | 《天天向上》            | 主持／固定嘉賓     |
| 2018年4月21日－2018年6月23日  | 腾讯视频 | 《创造101》             | 舞蹈導師           |
| 2019年6月20日－2019年8月22日  | 腾讯视频 | 《极限青春》            | 領隊               |
| 2020年7月18日－2020年10月3日  | 优酷     | 《這就是街舞》第三季    | 隊長               |
| 2020年7月27日－2020年10月3日  | 优酷     | 《一起火鍋吧》第一季    | 固定嘉賓           |
| 2020年8月29日                 | 优酷     | 《快樂大本營》          | 樂華娛樂           |
| 2021年8月14日－2021年10月30日 | 优酷     | 《這就是街舞》第四季    | 隊長               |
| 2021年8月23日－2021年10月30日 | 优酷     | 《一起火鍋吧》第二季    | 固定嘉賓           |
| 2021年6月24日                 | 优酷     | 《我的时代和我》第二季  | 紀錄片主題人物     |
| 2021年3月12日                 | CCTV1    | 《上线吧！华彩少年》    | 华彩少年上线官     |
| 2021年7月21日                 | 湖南卫视 | 《28岁的你》            | 青春召集人         |
| 2022年8月13日－2022年10月29日 | 優酷     | 《這就是街舞》第五季    | 隊長               |
| 2022年8月21日－2022年10月28日 | 優酷     | 《一起火鍋吧》第三季    | 固定嘉賓           |
| 2024年7月29日－2024年8月5日   | 優酷     | 《尋護者》              | 野生動物保護紀錄片 |
| 2024年8月31日－2024年10月5日  | 腾讯视频 | 《探索新境.尋找王一博》 | 節目發起人         |

## 音樂作品

### 單曲
| 日期           | 歌曲                      | 合作藝人                         | 備註                                        |
| 2017年8月24日  | 《二次初恋》              | 关晓彤                           | 电影《二次初恋》的同名主题曲                |
| 2017年11月17日 | 《Just Dance》            | 不適用                           | 第四屆QQ炫舞節主題曲                        |
| 2018年8月15日  | 《鲨影》                  | 程潇                             | 電影《巨齿鲨》宣传曲                        |
| 2018年10月20日 | 《年少心事》              | 不適用                           | 電影《昨日青空》青春成長曲                  |
| 2019年1月17日  | 《Fire》                  | 不適用                           | 首支個人單曲                                |
| 2019年3月14日  | 《Lucky》                 | 不適用                           | 第二支個人單曲                              |
| 2019年6月11日  | 《最燃的冒險》            | 不適用                           | 電視劇《陪你到世界之巔》主題曲              |
| 2019年6月19日  | 《說劍》                  | 不適用                           | 《天涯明月刀手游》天刀太白门派主题曲        |
| 2019年6月27日  | 《無羈（獨唱版)》         | 不適用                           | 電視劇《陳情令》片尾曲                      |
| 2019年7月22日  | 《不忘》                  | 不適用                           | 電視劇《陳情令》藍忘機人物曲（個人單曲）    |
| 2019年12月30日 | 《无感》                  | 不適用                           | 第三支個人單曲，作詞                        |
| 2020年1月16日  | 《给妈咪》                | 不適用                           | 電影《囧妈》宣传主题曲                      |
| 2020年2月22日  | 《有你在身邊》            | 韩庚、Angelababy、郑爽           | 致敬一线抗疫英雄公益歌曲                    |
| 2020年3月6日   | 《因为我们在一起》        | 不適用                           | 抗击疫情优秀公益歌曲                        |
| 2020年11月9日  | 《热血今朝》              | 韩磊、杜江                       | 纪录片《抗美援朝保家卫国》主题曲            |
| 2020年12月8日  | 《熹微》                  | 不適用                           | 電視劇《有翡》插曲                          |
| 2020年12月30日 | 《我的世界守則》          | 不適用                           | 第四支個人單曲，作詞                        |
| 2021年2月5日   | 《青春恰时来》            | 不適用                           | “十四五”的青春赞歌                          |
| 2021年5月18日  | 《青春的模样》            | 不適用                           | 湖南卫视特别节目《28岁的你》主题曲          |
| 2021年7月31日  | 《空投计划》              | 不適用                           | 《和平精英》2021空投节主题曲                |
| 2021年9月30日  | 《山河星光》              | 不適用                           | 國慶獻禮曲                                  |
| 2021年10月8日  | 《平凡中的不平凡》        | 不適用                           | 百集記錄微電影《初心》主題曲                |
| 2021年10月20日 | 《不可阻挡》(王一博Remix) | 不適用                           | 《2021英雄联盟全球总决赛主题曲              |
| 2021年10月27日 | 《冬梦飞扬》              | 不適用                           | 冬奥会倒计时100天主题曲                     |
| 2021年12月30日 | 《廿》                    | 不適用                           | 第五支個人單曲                              |
| 2022年1月10日  | 《替我诉说》              | 不適用                           | 人民警察节主题曲                            |
| 2022年5月3日   | 《青春宇宙》              | 不適用                           | 慶祝中國共青團成立一百周年                  |
| 2022年7月1日   | 《你好香港》              | 不適用                           | 祝福香港回歸祖國二十五周年                  |
| 2022年9月25日  | 《雲端》                  | 于適、卜鈺、翟宇佳、王子宸、芦鑫 | 《長空之王》逐夢曲                          |
| 2022年11月09日 | 《炙熱的夢》              | 不適用                           | 全國消防日致敬"火焰藍"歌曲                  |
| 2022年11月18日 | 《追光的人》              | 不適用                           | 中國文藝志願者致敬大國重器特別節目推廣曲    |
| 2022年12月30日 | 《像陽光那樣》            | 不適用                           | 第六支個人單曲                              |
| 2023年1月15日  | 《無名》                  | 不適用                           | 電影《無名》主題曲                          |
| 2023年9月11日  | 《燃》                    | 不適用                           | 杭州亞運會火炬傳遞主題曲                    |
| 2023年12月31日 | 《龍族》                  | 吳彤                             | CCTV「啓航2024」                            |
| 2024年5月1日   | 《躍動上海》              | 不適用                           | 《奧運會資格賽.上海》主題曲                 |
| 2024年7月26日  | 《龍騰》                  | 不適用                           | 巴黎奧運助威曲                              |
| 2024年8月20日  | 《天高海濶》              | 不適用                           | 《奔跑吧·少年》全國青少年陽光體育活動主題曲 |
| 2024年8月24日  | 《Somebody Else's Arms》  | 不適用                           | 第七支個人單曲                              |
| 2024年10月1日  | 《展信安》                | 不適用                           | 新中國成立75周年國慶獻禮曲                  |
| 2024年12月28日 | 《我在I AM NOT HERE》     | 不適用                           | 第八支個人單曲                              |
| 2025年1月18日  | 《点亮亚洲》              | 不適用                           | 哈尔滨第九届亚洲冬季运动会开幕式主题歌      |
| 2025年1月28日  | 《我可以》                | 蕭敬騰                           | 2025央視春晚                                |
| 2025年5月4日   | 《青春探路者》            | 不適用                           | 2025五四青年节 特别节目主题曲               |
| 2025年6月10日  | 《愿爱》                  | 不適用                           | 学习强国"学习平台" 《沿着边境看中国》主题曲 |

### 專輯
| 發行日期       | 歌曲列表                                                            | 專輯名稱   | 備註   |
| 2023年12月29日 | 1.《旁觀者》 2.《萬物可愛》 3.《旁觀者》(伴奏) 4.《萬物可愛》(伴奏) | 《旁觀者》 | 個人EP |

## 獎項與荣誉

### 大型頒獎典禮獎項
| 年份 | 榜單名稱                                                  | 獎項                                    | 結果 |
| 2017 | 第17屆音樂風雲榜年度盛典                                  | 偶像新勢力獎                            | 獲獎 |
| 2017 | 2017亞洲影響力盛典                                        | 亞洲影響力最佳新人演員獎                | 獲獎 |
| 2017 | 公益慈善活动2017中国榜样女性盛典                          | 风尚慈善榜样奖                          | 獲獎 |
| 2017 | 微博电视影响力盛典                                        | 年度新锐艺人獎                          | 獲獎 |
| 2017 | 凤凰时尚之选颁奖盛典                                      | 網路票選最爱新晋演员獎                  | 獲獎 |
| 2017 | 新浪時尚2017風尚大賞                                      | 年度新銳藝人獎                          | 獲獎 |
| 2019 | 2019智族GQ年度人物盛典                                    | 年度突破演员獎                          | 獲獎 |
| 2019 | 第26届华鼎奖                                              | 全国十佳观众最喜爱电视演员              | 獲獎 |
| 2019 | 2019体育星势力                                            | 跨界影响力奖                            | 獲獎 |
| 2019 | 2019腾讯视频星光大赏                                      | 年度人气电视剧演员 《陳情令》           | 獲獎 |
| 2019 | 2019腾讯视频星光大赏                                      | 2019年度偶像                            | 獲獎 |
| 2019 | 2019腾讯视频星光大赏                                      | 2019年度VIP之星                         | 獲獎 |
| 2020 | 2019微博之夜                                              | 微博年度热度人物                        | 獲獎 |
| 2020 | 2019微博之夜                                              | 微博年度男神                            | 獲獎 |
| 2020 | 第30屆中国電視金鹰獎                                      | 观众喜爱的男演员 《陪你到世界之巅》     | 獲獎 |
| 2020 | 2021愛奇藝尖叫之夜                                        | 尖叫男神                                | 獲獎 |
| 2020 | 2020搜狐时尚盛典                                          | 年度魅力男人                            | 獲獎 |
| 2020 | 2020腾讯视频星光大赏                                      | 2020年度VIP之星                         | 獲獎 |
| 2020 | 2020腾讯视频星光大赏                                      | 年度全能艺人                            | 獲獎 |
| 2020 | 2020騰訊娛樂年度盛典                                      | 星指數年度藝人之星                      | 獲獎 |
| 2021 | 抖音星动之夜                                              | 抖音星动男神                            | 獲獎 |
| 2021 | 抖音星动之夜                                              | 年度全能艺人                            | 獲獎 |
| 2021 | 2020魅力文娱榜                                            | 年度人气男艺人                          | 獲獎 |
| 2021 | 2020微博之夜                                              | 微博年度热度人物                        | 獲獎 |
| 2023 | 2022微博之夜                                              | 微博年度突破電影人                      | 獲獎 |
| 2023 | 2023微博電影之夜                                          | 微博年度關注演員                        | 獲獎 |
| 2023 | 第20屆電影頻道傳媒關注單元                                | 最受傳媒關注男主角 《無名》《長空之王》 | 獲獎 |
| 2023 | 第18届中国长春电影节金鹿獎                                | 最佳男演员 《熱烈》                     | 提名 |
| 2023 | 第36届中国电影金鸡奖                                      | 最佳男配角 《無名》                     | 提名 |
| 2023 | 第11屆浙江電影鳳凰獎                                      | 優秀男主角 《熱烈》                     | 獲獎 |
| 2023 | 2023愛奇藝尖叫之夜                                        | 電影單元-年度男主角                     | 獲獎 |
| 2023 | 第15届澳門國際電影節金蓮花獎                              | 最佳新人獎 《無名》                     | 提名 |
| 2023 | 2023腾讯视频星光大赏                                      | 年度最受歡迎電影演員                    | 獲獎 |
| 2024 | 2023微博之夜                                              | 微博年度受歡迎電影人                    | 獲獎 |
| 2024 | 第17屆亞洲電影大獎                                        | 最佳新演員 《無名》                     | 提名 |
| 2024 | 2024微博電影之夜                                          | 微博年度突破電影人                      | 獲獎 |
| 2024 | 第37屆中國電影金雞獎                                      | 最佳男主角 《熱烈》                     | 提名 |
| 2024 | 第15届澳門國際電視節金蓮花獎 第16届澳門國際電影節金蓮花獎 | 最佳男主角 《追風者》 《熱烈》          | 提名 |
| 2025 | 2024微博之夜                                              | 微博年度受歡迎影人                      | 獲獎 |
| 2025 | 第20屆中國電影華表獎                                      | 優秀男演員 《熱烈》                     | 提名 |

### 摩托車、GTSC賽事類獎項
| 日期                          | 賽事名稱                         | 組別                      | 名次                                                                |
| 2019年8月10日 2019年8月11日   | 珠海ZIC摩托车赛                  | D組（新手組）             | 2019年8月10日：小組冠軍；混組季軍 2019年8月11日：小組冠軍；混組亞軍 |
| 2024年10月19日 2024年10月20日 | 2024GTSC系列賽珠海站             | 第一回合正賽 第二回合決賽 | 2024年10月19日：車組亞軍 2024年10月20日：車組全場冠軍               |
| 2025年3月29日                 | 2025 CGT中國超級跑車锦标賽寧波站 | Pre-season                | 車組亞軍                                                            |
| 2025年4月26日                 | 2025 CGT中国超级跑车锦标赛上海站 | 第一回合正賽 GT3 AM       | 車組冠軍                                                            |

### 榮譽
| 年份 | 榜單名稱                                          | 排名         | 備註    |
| 2019 | 福布斯中国名人榜                                  | 第71位       |         |
| 2019 | 福布斯中国30位30岁以下精英榜                      | 排名不分先後 | [ 98 ]  |
| 2019 | ManGu曼谷杂志 第七届 2019泰国头条新闻年度风云人物 | 排名不分先後 | [ 99 ]  |
| 2020 | 福布斯中国名人榜                                  | 第9位        |         |
| 2020 | 福布斯亚洲社交媒体具有影响力明星                  | 排名不分先後 | [ 100 ] |
| 2020 | 《TC Candler》 全球100张最帅面孔                  | 第19名       | [ 101 ] |
| 2021 | 福布斯中国名人榜                                  | 第2位        | [ 102 ] |
| 2022 | 《TC Candler》 全球100張最帥面孔                  | 第84名       | [ 103 ] |
| 2024 | 50位全球最具影響力人物                            | 排名不分先後 | [ 104 ] |
| 2024 | 2024年亚太U30杰出青年领袖                         | 排名不分先後 | [ 105 ] |

## 慈善公益
- 2020年1月26日，王一博通過韓紅基金會向新型肺炎災區武漢捐款50萬人民幣[106]。

- 2020年1月28日，王一博參與由汪涵率領的天天兄弟團捐款100萬人民幣用於支持武漢疫情，並採購了5000件防護服、1萬件N95口罩運往武漢[107]。

- 2020年6月1日，全民健康保障平台輕鬆籌聯合中國互聯網發展基金會、中國SOS兒童村協會共同發起“NO CHILD ALONE-我想有個家”系列活動，並邀請到王一博作為中國愛心推廣大使，號召社會大眾關愛孤兒這一特殊群體，讓孩子們不因孤兒身份而孤單，將家庭的溫暖送到他們身邊。王一博通過社交平台發佈“我想有個家”#輕鬆畫出愛#話題，號召廣大網友對兒童村小朋友的畫作進行二次創作[108]。

- 2020年10月27日，韓紅在微博發文分享王一博專門向劇組請假三天，到達雲南省普洱市墨江縣參加“韓紅愛心百人援滇”公益活動的細節：「孩子半夜到的，這一趟來回坐11個小時的汽車，路上顛簸，疲憊，睡了5個小時起來工作了。做公益需要真心和用心，劇組給他放假一共三天的休息時間，全奉獻給了韓紅愛心百人援滇公益活動。王一博，你真的讓人愛，愛你，是值得的！」，更誇讚道「當流量配得上正能量的時候～真美好」[109]。

- 2020年12月28日，由國際自然保護機構野生救援（WildAid）和中國綠色碳匯基金會共同發起，聯合國糧農組織（FAO）提供技術支持的“地球一援•餐桌上的綠色生活”項目正式上線，王一博受邀作為野生救援地球一援公益大使共同倡導公眾以綠色、低碳、健康、可持續的生活方式，參與應對氣候變化行動和全球氣候治理[110]。

- 2021年7月21日，中國河南鄭州發生洪災，王一博以明星志願者身份隨韓紅所成立的基金會公益小隊前往災區。韓紅於7月24日在微博發文，感謝王一博的陪伴稱「他很勇敢，默默的做事，悄悄的擦淚，他的心很暖，他感動了我。」，最終王一博在鄭州共參與了3天2夜的災區救援工作[111]。王一博不僅是此次參與救災的成員之一，他個人捐款300萬, 還聯同團隊捐款合共3000萬人民幣[112]。
- 擔任大使，以身作則，傳遞正能量。

| 年份   | 擔任大使                              |
| ------ | ------------------------------------- |
| 2019年 | 洛陽消防宣傳公益大使                  |
| 2020年 | 中國滑板運動推廣大使                  |
| 2020年 | 野生救援公益大使                      |
| 2021年 | 中國頂尖舞者推廣大使                  |
| 2021年 | 洛陽文化旅遊形像大使                  |
| 2021年 | 冰雪運動推廣大使                      |
| 2021年 | 冬奧文化推廣大使                      |
| 2022年 | 應急管理公益宣傳大使                  |
| 2022年 | 洛陽博物館推廣大使                    |
| 2023年 | 網信辦 #點亮文明之光# 優秀青年代表    |
| 2024年 | 奧運會資格系列賽上海站推廣大使        |
| 2024年 | 聯合國氣候變化大會(COP29)中國青年代表 |
| 2024年 | 生態環境部宣傳教育中心氣侯傳播大使    |

## 有關事件
2021年3月25日因為新疆棉事件，王一博是第一个主动與品牌解約的艺人，他發聲明即時終止與耐克《NIKE》的一切合作，堅決抵制一切有關污化中國的言論及行為。
2020年10月7日，王一博以專業賽車手身分參加珠海ZIC摩托車賽，比賽進行到最後一圈，緊追在王一博後方的車手胡通明急於內線超車，連人帶車倒地，並絆倒在他前方入彎的王一博，導致王一博連人帶車飛出賽道，摔倒後，王一博摩托車無法再次發動，胡通明則起身駕駛摩托車繼續比賽，王一博最終失去原本名列前茅的賽績。
賽後視頻曝光，在視頻中，王一博找胡通明理論，質問道：“有病嗎？過不去就撞我？”
王一博隨後在微博回應摔車，表示：“我的粉絲不要幫我罵，有些事情我自己說，摔車是不幸，但是是每一個運動員要去用正常心態面對的事情，丟失了體育精神就不對了！”，王一博工作室也透過微博感謝粉絲支持，並表明將對比賽進行申訴。參賽的另一位明星尹正在微博發文稱：“你們在歡呼什麼？！（胡通明隊友在王一博摔車時拍手歡呼）”。杜卡迪官方微博也發聲對王一博表示慰問，並譴責賽場上的不公平行為。。
10月7日深夜，珠海市摩托車運動協會賽事仲裁結果出爐，關於ZIC摩托車賽A組比賽中，王一博和胡通明的翻車被認定為比賽事故，所有成績保持。
9日凌晨，胡通明發文回應與王一博相關事件，稱賽後經雙方約見，他已當面向王一博表示慰問以及遺憾。

## 外部連結
- 王一博的新浪微博
- 王一博的Instagram帳戶
- YIBO-OFFICIAL的新浪微博
- YIBO-OFFICAL的Instagram帳戶
- YIBO-OFFICAL的Youtube帳戶 （页面存档备份，存于）